# Емпайр Стейт (фільм)
«Емпайр Стейт» — кінофільм режисера Діто Монтіеля, що вийшов на екрани в 2012 році.

## Зміст
У цьому трилері, заснованому на реальних подіях, мова піде про події в 1982 році в Нью-Йорку пограбуванні інкасаторських бронеавтомобілів, яке на той момент вважалося найбільшим в США.

## Ролі
| Актор                   | Роль |
| ----------------------- | ---- |
| Ліам Хемсворт           | -    |
| Майкл Ангарано          | -    |
| Дуейн Джонсон           | -    |
| Грегорі Ніколас Вротсос | -    |
| Джеррі Феррара          | -    |
| Емма Робертс            | -    |
| Майкл Рісполі           | -    |
| Пол Бен-Віктор          | -    |
| Шерон Анджела           | -    |
| Кріс Діамантополос      | -    |

## Знімальна група
- Режисер — Діто Монтіель
- Сценарист — Адам Мазер
- Продюсер — Рендолл Емметт, Джордж Фурла, Сенді Кіркостас
- Композитор — Девід Уіттман